# Die Camper
Die Camper ist der Titel einer deutschen Comedyserie, die das Thema Camping behandelte und von 1997 bis 2006 auf dem Privatsender RTL ausgestrahlt wurde.

## Inhalt
Das Konzept basiert auf Situationskomik. Zwei Familien kommen jedes Wochenende auf den Campingplatz, wo sie alltägliche Situationen im Chaos enden lassen. Zunächst waren die Protagonisten Hajo und Heidi Wüpper, deren Tochter Nicole und die Nachbarn Dieter und Roswitha. Bereits nach der ersten Staffel wurden diese jedoch alle ausgetauscht, erhielten aber Nachfolger, die die jeweiligen Rollen übernahmen. Die neuen Hauptpersonen sind Benno und Ursula „Uschi“ Ewermann mit Tochter Tanja sowie der Nachbar Lothar Fuchs und dessen Lebensgefährtin Stefanie, die später noch einen Sohn namens Max bekommen.
Hajo und Benno sind Kfz-Mechaniker, Dieter und Lothar Schnäppchenhändler, die auch auf dem Campingplatz zum Teil stark minderwertige Ware verkaufen wollen, weshalb die Vorzelte auch zu Lagern umfunktioniert wurden. Fast in jeder Folge kommt es zum Streit zwischen den Ehepartnern, des Öfteren auch zwischen den männlichen Nachbarn. Benno ist außerdem mit dem Platzwart Adalbert Pröter verfeindet, den er stets „Prötter“ nennt. Pröter betreibt einen Kiosk, wobei Benno die Preise für zu hoch hält. Er ist der einzige Charakter, der in allen Staffeln auftritt und immer vom gleichen Darsteller verkörpert wird. Benno und Lothar haben noch die weiteren Freunde Hotte, Manni und Fiete. Fiete ist Chemie-Facharbeiter. Deren Frauen sind wiederum mit Uschi und Stefanie befreundet.

## Hintergrund
Gedreht wurden die ersten vier Staffeln auf dem Campingplatz Gut Oedstein in Monheim am Rhein. Nachdem der Platz zur Hochwasserzone erklärt und abgerissen wurde, wechselte die Produktion nach Odenthal im Bergischen Land. Besitzer des 3000 Quadratmeter großen Camper-Grundstücks ist Hubertus Prinz zu Sayn-Wittgenstein-Berleburg. Die Aufnahmen des Sees wurden am Heider Bergsee und dem daran angrenzenden (tatsächlich existierenden) Campingplatz gemacht.
Der Sendetermin war stets freitags und sollte zum Einstieg in das Wochenende beitragen. Die Staffeln starteten in der Regel im Winter, da die Serie im Sommer gedreht wurde. Die Serie wurde von den beiden Drehbuchautoren Claus Vinçon und Werner Koj entwickelt.
Nachdem Willi Thomczyk, der Darsteller des Benno, im September 2005 wegen sexueller Nötigung in einem minderschweren Fall und einfacher Nötigung zu einer Bewährungs- und Geldstrafe in zwei Fällen verurteilt wurde, beendete RTL die Zusammenarbeit. Der Sender zeigte trotz dieses Umstandes ab dem 13. Januar 2006 noch die bereits im Sommer abgedrehte Staffel, bestehend aus 13 neuen Folgen.

## Episoden

### Staffel 1
- 1. Der Grillabend
Hajo und Dieter geraten in Streit über eines von Dieters angeblichen Schnäppchen. Darauf grillen sie um die Wette, nur hat Hajo das Fleisch zu Hause vergessen.
- 2. Der Hausfreund
Ein geschiedener Campingplatz-Bewohner versucht Heidi und Rosi mit seinen Kochkünsten zu bezirzen.
- 3. Schrei in der Wildnis
Hajos Camping-Parzelle wird von einem Maulwurf heimgesucht. Mit einem von Dieters nicht ganz legalen Schnäppchen beginnt die Jagd.
- 4. Der Heiratsantrag
Roswithas Mutter kommt zu Besuch und lässt kein gutes Haar an Dieter. Der fühlt sich daraufhin genötigt, Rosi endlich einen Heiratsantrag zu machen.
- 5. Der Einbruch
Heidi und Roswitha brechen aus Not in Pröters Kiosk ein, um Sekt für Hajos Geburtstag zu besorgen. Als dort am nächsten Tag noch viel mehr fehlt, macht der Campingplatz mobil.
- 6. Das große Geschäft
Hajo investiert ungefragt das gesamte Urlaubsgeld in ein unsicheres Geschäft von Dieter. Der Reinfall scheint vorprogrammiert.
- 7. Die Schatzsuche
Archäologen suchen in der Nähe des Campingplatzes nach dem Grab eines Königs. Grund genug für Hajo und Dieter, um auf ihrer Parzelle eigene Ausgrabungen zu starten.
- 8. Der Jahrestag
Dieter und Roswitha haben Streit wegen eines vergessenen Jahrestags. Hajo und Heidi beziehen Stellung, kurz darauf sind alle Ehepartner verkracht.
- 9. Der Schulfreund
Ein alter Schulfreund von Hajo stellt das Wochenende der Camper auf den Kopf.
- 10. Die Alten
Roswitha und Dieter wollen ihren Wohnwagen für eine Woche mit einem Geschwisterpaar von der See tauschen. Die Tauschgäste kommen allerdings zu früh.
- 11. Luzifer 3000
Als Vorzeige-Camper soll Hajos Wohnwagen als Kulisse für eine Werbeanzeige dienen.
- 12. Der Wandertag
Während die Camper einen Wander-Ausflug in den Wald machen, lädt Tochter Nicole sich einen Besucher ein.
- 13. Das Schloss
Die Pacht der Campingplatz-Bewohner soll erhöht werden. Grund genug, das Schloss der Besitzer zu stürmen.

### Staffel 2
- 14. Der Trainingsanzug
Bennos Trainingsanzug ist schon fast so alt und muffig wie sein Wohnwagen. Uschi zuliebe kauft er bei Lothar einen neuen, allerdings gibt es den nur mit kurzen Hosen.
- 15.  Die Kündigung
Stefanie wird arbeitslos und will Lothar im Schnäppchenmarkt unterstützen. Schnell hängt der Haussegen schief, und sie übernimmt erfolgreich Pröters Kiosk.
- 16.  Allzeit bereit
Benno und Lothar wollen ihre eigene Toilette und besorgen sich ein Chemie-Klo. Schon bei der ersten Befüllung setzen ungewollte Reaktionen ein.
- 17.  Der Hecht
Ausgerechnet Angel-Laie Lothar fängt einen großen Hecht. Der beleidigte Benno soll unbemerkt einen Ersatz angeln, nachdem Steffi den großen Fang zerstört hat.
- 18. Nackte Tatsachen
Auf der anderen Seite des Sees gibt es neuerdings ein Nudistencamp. Benno wird zum Moralapostel und Spanner gleichermaßen.
- 19. Die Jagd
Lothar und Benno hantieren mit einem gefundenen Gewehr herum. Als die Polizei erscheint, scheint auch noch Lothar Schnäppchen-Lager sehr verdächtig.
- 20. Die große Hitze
Hochsommer auf dem Campingplatz, der See gesperrt, das Wasser rationiert, der Bierpreis gestiegen. Mit einer Wünschelrute soll Steffi neue Wasserquellen finden.
- 21. Der Platzsprecher
Lothar und Benno treten bei der Wahl zum Platzsprecher gegeneinander an, mit unterschiedlicher Motivation.
- 22. Die Potenzpille
Weil die Camperinnen einen potenten Muskelprotz anschmachten, will Benno mit einem Potenzmittel mithalten. Das Schnäppchen von Lothar bringt viele Nebenwirkungen mit sich.
- 23. Die Skulptur
Stefanie kauft eine teure Skulptur aus Schrott. Diese Art Kunst inspiriert Benno zu einem eigenen Werk.
- 24. Die Anmache
Während Uschi und Steffi verreist sind, schleppen Benno und Lothar zwei Liegenbleiberinnen ab.
- 25. Brüderchen und Schwesterchen
Die Schwester von Benno ist auf dem Campingplatz zu Besuch und freundet sich, sehr zum Leidwesen von Benno, mit Pröter an.
- 26. Aus heiterem Himmel
Regen zieht über den Platz. Während Uschi sich auf einen gemütlichen Abend freut, versetzt Benno die Nachbarn mit Unwetterwarnungen in Panik.

### Staffel 3
- 27. Fremde im Vorzelt
Der Campingplatz soll geräumt und ein Golfplatz gebaut werden. Die Camper versuchen alles, um den Käufern den Bau zu vermiesen.
- 28. Das Geheimnis
Benno verdächtigt Lothar eine Affäre zu haben.
- 29. Bennos Reich
Der Platz im Wohnwagen wird knapp. Deshalb will Benno sein eigenes Reich im Geräteschuppen.
- 30. Glückliche Hühner
Benno beschwert sich, dass Lothar nie frisches Fleisch hat. Der besorgt daraufhin ein lebendes Huhn: Frischer geht es nicht!
- 31. Alles für 'ne Mark
Lothar hat eine Midlife-Krise. Er will sein Schnäppchen-Geschäft aufgeben, den Campingplatz, und dann auch noch Stefanie.
- 32. Platz am See
Benno will auf eine Parzelle näher am See umziehen. Der Rest der Familie allerdings nicht.
- 33. Bellmanns Erbe
Ein Dauercamper hinterlässt den anderen Bewohnern ein Erbe von 2000 Mark. Während die anderen noch überlegen, was man mit dem Geld machen könnte, bestellt Benno einfach einen Kicker-Tisch.
- 34. Der Chef kommt
Benno fürchtet den Besuch seines Chefs auf dem Campingplatz, weil der ihn aufgrund seines Alters entlassen könnte. Er versucht alles, um möglichst jung zu wirken.
- 35. Der Besuch der Königin
Ein Bienenvolk hat das Vorzelt von Uschi und Bennos Wohnwagen besetzt.
- 36. Der Neffe
Stefanie bringt ihren kleinen Neffen mit auf den Platz. Der findet Camping allerdings öde.
- 37. Die Kette
Uschi findet eine wertvolle Kette. Die Camper rätseln, warum niemand danach sucht.
- 38. Der Kurzschluss
Nachdem Benno den Toaster von Steffi und Lothar repariert hat, verursacht dieser einen Brand in ihrem Wohnwagen. Nun will Benno auch diesen reparieren.
- 39. Stille Nacht
Lothar hat das Vorzelt mit einer neuen Ladung Schnäppchen überfüllt. Ein Sonderverkauf soll Platz schaffen. Aber wie verkauft man Weihnachtsartikel im Hochsommer?

### Staffel 4
- 40. Manndeckung
Ein Freund von Tanja soll die Campingplatz-Fußballmannschaft verstärken. Als Benno erfährt, dass er schwul ist, will er ihn einem richtigen Männer-Programm unterziehen.
- 41. Der Test
Um am Vatertagsausflug der anderen Camper teilnehmen zu dürfen, erfindet Lothar eine Schwangerschaft für Stefanie. Die überlegt währenddessen, wie sie ihm beibringen kann, dass sie wirklich schwanger ist.
- 42. Benno allein zu Haus
Als Uschi am Wochenende keine Zeit für Camping hat, stellt Benno fest, wie sehr ihm seine Frau fehlt, und geht deswegen den Nachbarn auf den Geist.
- 43. Der Pornofilm
Lothar versucht eine Ladung russischer Schnäppchen-Pornos auf dem Campingplatz loszuwerden.
- 44. Der Nichtschwimmer
Benno gibt Tanja Fahr- und Pröter Schwimmunterricht.
- 45. Heiße Öfen
Ein paar Motorradfahrer übernachten auf dem Campingplatz. Die verdächtigen Lothar, eine Maschine umgeworfen zu haben. Der wahre Täter, Benno, hüllt sich in Schweigen.
- 46. Herr und Hund
Uschi hat einen Hund in Pflege. Ausgerechnet Benno läuft er beim Gassi gehen davon.
- 47. Der Neue
Bennos Freude über den Abgang von Pröter währt nur kurz, denn der neue Platzwart patrouilliert mit dem Regelbuch von Parzelle zu Parzelle.
- 48. Der Landvogt
In Bennos Traum durchleben die Camper die mittelalterliche Herrschaft eines Landvogt.
- 49. Sturmfreie Bude
Eigentlich will Uschi ein ruhiges Wochenende ohne ihren Mann genießen, allerdings finden Lothar und Steffi immer neue Gründe, um ihre Ruhe zu stören.
- 50. Die Wiege
Lothar will eigenhändig eine Wiege für sein künftiges Baby bauen. Der selbsternannte Heimwerker Benno schaltet sich ein.
- 51. Die Videokamera
Uschi soll einen kleinen Film für ihre Videogruppe drehen. Natürlich haben alle Camper unterschiedliche Vorstellungen.
- 52. Der Polterabend
Die Hochzeit von Lothar und Stefanie soll endlich stattfinden. Leider hat Benno den Bräutigam beim Junggesellenabschied „verloren“.

### Staffel 5
- 53. Unser Max
Benno mauert für Lothar einen Grill. Der hat wegen Baby Max allerdings kaum noch Zeit oder ein Ohr für Benno.
- 54. Alles Neu
Um einem Streit mit Uschi aus dem Weg zu gehen, beginnt Benno damit, Pröter behilflich zu sein.
- 55. Wettfieber
Die Campingplatz-Bewohner schließen mittlerweile auf alles und jeden Wetten ab. Als Gewinn eines Spiels steht eines Morgens eine Kuh im Vorzelt.
- 56. Der Dschungel
Die Männer vom Campingplatz tauschen sich nur noch über unmännliche Themen aus. Um dem entgegenzuwirken, organisiert Benno einen Survival-Trip im Wald.
- 57. Der Teppichhändler
Ein neuer Teppich für Vorzelt und Wohnwagen soll her. Anstatt auf Lothars Schnäppchen zurückzugreifen, besorgt Benno selbst günstigen Teppich, genug für den halben Platz.
- 58. Der Liebesbrief
Benno findet einen Liebesbrief für Uschi. Auf der Jagd nach dem vermeintlichen Verehrer entgeht ihm, dass das Papier aus seiner Anfangszeit mit Uschi stammt.
- 59. Die Krötenwanderung
Die Campingplatz-Frauen werden von Benno an der allmorgendlichen Hilfe für Kröten gehindert. Dafür soll er Wiedergutmachung leisten.
- 60. Das Rennen
Eigentlich wollten Uschi und Benno in ein Konzert gehen. Weil der seinen Kopf aber nur beim bevorstehenden Seifenkistenrennen hat, lässt Uschi ihn stehen, und der Haussegen hängt schief.
- 61. Mittagsruhe
Weil Pröter ihn während der Mittagsruhe nicht auf den Platz lässt, macht er ein Schläfchen vor der Schranke, und träumt dabei, wie man im Wilden Westen mit dem Platzwart umgegangen wäre.
- 62. Das Traumboot
Kind, Ehe und Alltag sind ein wenig ermüdend für Lothar. Abhilfe soll die Restauration eines Segelboots bringen.
- 63. Ein Mann, ein Bier
Bennos Lieblingsbier soll vom Markt genommen werden. Mit allen Mitteln kämpft er für sein Pils.
- 64. Der Schützenkönig
Als Benno erfährt, dass Pröter versucht Schützenkönig zu werden, tritt er kurzerhand auch in den Verein ein, um dessen Traum zu zerstören.
- 65. Die Glühwürmchen
Steffi hat keine Freude mehr am Campingleben, und will den Platz mit Lothar und Max für immer verlassen.

### Staffel 6
- 66. Der Duschmarkenkrieg
Im Streit mit Pröter über die Duschmarken hat Benno eine geniale Idee: er will seine eigenen in Umlauf bringen.
- 67. Der Nachtclub
Benno und Lothar wollen die Eröffnung eines Nachtclubs genießen. Als sie dort auf Uschi und Steffi treffen, hat der Spaß ein Ende.
- 68. Der Haussklave
Die Camperinnen ersteigern eine männliche Haushaltshilfe für Uschi. Durchtrainiert und arbeitswillig lässt der Benno alt aussehen.
- 69. Das Geschenk
Benno hält einen Schnellkochtopf für ein passendes Geschenk für Uschis Geburtstag. Dementsprechend sinkt die Stimmung.
- 70. Hoher Besuch
Adeliger Besuch kündigt sich für den Campingplatz an. Alle außer Benno wollen ihre Parzellen herausputzen.
- 71. Das Ferkel
Zwischen Steffi und Uschi herrscht Streit. Ihre Männer haben aber nur eines im Sinn: ihr Spanferkel.
- 72. Der Sträfling
Ein ausgebrochener Häftling sorgt für Aufregung bei den Campern.
- 73. Der Babysitter
Damit Stefanie und Lothar mehr Zeit für sich haben, bietet Benno sich als Babysitter an. Prompt ist der kleine Max verschwunden.
- 74. Der Angelschein
Uschi möchte mehr Zeit mit Benno verbringen. Der hofft, sie mit Angeln abschrecken zu können.
- 75. Die Hunnen kommen
In einem Fernsehbeitrag lobt Benno die Vorzüge des Sees am Campingplatz. Bald ist alles von Touristen überlaufen.
- 76. Das Pilzessen
Benno will mit seinem Wissen über Pilze glänzen.
- 77. Junggeblieben
Tanja will mit Freunden auf dem Platz feiern. Dabei will Benno beweisen, wie jugendlich er noch eingestellt ist.
- 78. Der neue Wagen
Uschi möchte gerne mal raus aus dem Campingtrott. Für Benno die Gelegenheit, den alten Wohnwagen zu ersetzen.

### Staffel 7
- 79. Die Sauna
Benno will eine freie Parzelle als Feierplatz nutzen. Die Mehrheit will dort aber eine Sauna bauen.
- 80. Der Manni
Camper Manni hat Streit mit seiner Frau und sucht Zuflucht bei Benno.
- 81. Der Retter
Tanja will ihren Freund heimlich auf den Platz einladen. Als der Stefanie beim Baden rettet, steht er plötzlich im Mittelpunkt.
- 82. Die Bestie
Ein freilaufender Hund verwüstet den Campingplatz. Die Camper wollen ihn fangen.
- 83. Nachbarschaftshilfe
Steffi hat Topfpflanzen in Pflege genommen. Darunter findet sich auch eine Hanfpflanze.
- 84. Die Tote im See
Benno und Lothar meinen eine Leiche im See entdeckt zu haben, und wollen ihre Frauen von dort fernhalten.
- 85. Benno auf Rädern
Nach einem kleinen Sturz will Benno mit einem Rollstuhl Pröter ein schlechtes Gewissen machen.
- 86. Golf
Als Lothar und Stefanie Golf spielen wollen, muss Benno eingestehen, dass er davon nichts versteht.
- 87. Der Führerschein
Steffi fällt immer wieder durch die Führerscheinprüfung. Als Lothar seinen Wagen nicht zum Üben hergeben will, muss Bennos herhalten.
- 88. Die Jagdgesellschaft
Jäger tümmeln sich in den Wäldern. Mit guten Worten lassen die sich nicht verscheuchen.
- 89. Frühlingsgefühle
Benno will das Liebesleben mit Uschi anheizen und beschreitet ganz neue Wege.
- 90. Das Pullerbecken
Pröter will die Urinale gegen Toilettenkabinen austauschen. Die Männer vom Campingplatz laufen Sturm.
- 91. Der Fahnder
Ein Steuerfahnder ist Lothar auf den Fersen. Jeder Unbekannte wird verdächtigt.

### Staffel 8
- 92. Frauenfußball
Die Bauern der Umgebung haben keine Zeit für das jährliche Fußballspiel. Benno stichelt so lange, bis die Frauen gegeneinander antreten.
- 93. Die Dose
Pröter ist verreist und der Kiosk den Campern in Eigenregie überlassen. Das klappt, bis Benno aus Versehen die Kasse entwendet.
- 94. Der Vibrator
Lothar und Benno finden einen Karton mit Vibratoren. Als einer fehlt, rätseln sie, wessen Frau den nötig hat.
- 95. Der Trecker
Benno soll Eier vom Bauern holen und kommt mit einem alten Trecker zurück.
- 96. Der Voyeur
Benno ist der Meinung, Pröter habe ihn betrogen, also installiert er heimlich eine Kamera im Kiosk.
- 97. Windpocken
Max erkrankt an Windpocken. Weil Stefanie und Benno die noch nicht hatten, müssen sie zwangsweise zusammenziehen.
- 98. Der Clown
Der Clown für das Kinderfest ist ausgefallen. Benno springt ein, traumatisiert dabei aber fast die Kinder.
- 99. Das Jubiläum
Bennos Lieblingsbier feiert 100-jähriges Jubiläum. Als ehemaliger Retter soll Benno als Ehrengast erscheinen.
- 100. Der Tanzkurs
Pröter schließt den Kiosk, nachdem Benno ihm eine Verabredung vergrault hat. Eine Wiedereröffnung ist nur mit der Teilnahme an einem Tanzkurs möglich.
- 101. Camping-Radio
Uschi funktioniert die Lautsprecher-Anlage des Campingplatzes zu einem Radiosender um. Bis auf Benno sind alle begeistert.
- 102. Der Autokauf
Um beim Autokauf nicht betrogen zu werden, nimmt Steffi Benno als Experten mit. Prompt wird der reingelegt.
- 103. Heuschnupfen
Weil Benno eine allergische Reaktion zeigt, macht er Jagd auf alles Neue in seiner Umgebung.
- 104. Freiheit
Lothar und Steffi wollen mit ihrem Wohnwagen auf Reisen. Auch wenn Benno das nicht verstehen kann, will er es ihnen gleich tun.

### Staffel 9
- 105. Der Ausflug
Im Suff haben Lothar und Benno Bauer Büttgen versprochen, sich um seinen Hof zu kümmern. Das Versprechen eines Ausflugs an ihre Frauen haben sie völlig vergessen.
- 106. Frau am Steuer
Lothar kritisiert Steffi für ihre Fahrweise. Allerdings verliert er für eben dieses Verhalten seinen Führerschein.
- 107. Schöner Wohnen
Tanja will von zuhause ausziehen und macht Uschi und Benno damit klar, dass auch sie älter werden.
- 108. Der Hütchenspieler
Ein Hütchenspieler nimmt Fiete aus. Beim Versuch, das Geld zurückzugewinnen, werden Benno und Lothar selbst Opfer.
- 109. Der Machtwechsel
Als Pröter erkrankt, übernehmen die Frauen sein Amt. Benno will beweisen, dass es einen Mann für den Job braucht.
- 110. Der Specht
Ein Specht stört die Ruhe der Camper. Als Benno ihn aus Versehen erlegt, hält Steffi ihm seine Vorbildrolle für Max vor.
- 111. Die Aushilfe
Weil Steffi nicht eifersüchtig auf Lothars hübsche Aushilfe im Schnäppchenmarkt ist, versucht er alles, um das Gegenteil zu erreichen.
- 112. Fußballfieber
Die Fußball-WM soll ein Highlight für die Männer werden. Als sich auch die Frauen dafür interessieren, ergreifen sie die Flucht.
- 113. Unter Dampf
Gerade erst hat Uschi ein Geheimnis gestanden, da behält Benno schon das nächste für sich.
- 114. Der Spielcomputer
Lothar findet, dass Max zu viel Zeit mit Benno verbringt. So will er mehr männliche Dinge mit seinem Sohn machen.
- 115. Der Fremde
Ein Reporter will über den Campingplatz berichten. Benno schleust ihn inkognito ein und lässt die anderen schlecht aussehen.
- 116. Haarige Sache
Benno fürchtet Haarausfall. Während alle anderen die Sache locker sehen, flüchtet er von Mittel zu Mittel.
- 117. Winterzauber
Die Camper denken erstmals über Winter-Camping nach. Doch beiden Paaren kommen immer mehr Bedenken.

### Regie
Die Regie wechselte und lag bei Peter Lichtefeld, Michael Faust, Ulli Baumann, Sophie Allet-Coche, Dirk Nabersberg, Joseph Orr, Franziska Meyer-Price, Andreas Heckmann, Thomas Piepenbring, Hans Liechti, Stefan Lukschy und Thomas Louis Pröve.

## Besetzung
| Figuren in der Serie                 | Schauspieler |
| ------------------------------------ | --- |
| Hans-Joachim „Hajo“ Wüpper           | Staffel 1: Michael Brandner |
| Heidi Wüpper                         | Staffel 1: Sabine Kaack |
| Nicole Wüpper                        | Staffel 1: Wolke Hegenbarth |
| Dieter „Didi“ Denkelmann             | Staffel 1: Heinrich Schafmeister |
| Roswitha Fischer                     | Staffel 1: Katharina Schubert |
| Benno Ewermann                       | Staffeln 2–9: Willi Thomczyk |
| Ursula „Uschi“ Ewermann              | Staffeln 2–9: Antje Lewald |
| Tanja Ewermann                       | Staffeln 2–4: Felicitas Woll, Staffeln 5–9: Natascha Hockwin                                                                             |
| Lothar Fuchs                         | Staffeln 2–9: René Heinersdorff |
| Stefanie „Steffi“ Fuchs geb. Fischer | Staffeln 2–9: Dana Golombek |
| Max Fuchs                            | Staffel 5: Leon Priotto, Staffeln 6–8: Robin Diemer, Staffel 9: Randolph Lukosch                                                         |
| Adalbert Pröter                      | Staffeln 1–9: Wilfried Herbst |
| Horst „Hotte“ Schlömann              | Staffeln 2–9: Thomas Gimbel |
| Karla Schlömann                      | Staffeln 3–9: Karina Schieck |
| Manfred „Manni“ Delling              | Staffeln 2–4 und Staffeln 6–9: Andreas Windhuis, Staffel 5: Arved Birnbaum                                                               |
| Marga Delling                        | Staffeln 3–9: Andrea Badey |
| Fiete Neubert                        | Staffel 1: Uwe Rohde, Staffeln 2–9: Nicholas Bodeux                                                                                      |
| Ruth „Ruthchen“ Neubert              | Staffel 1: Samy Orfgen, Staffel 2: Isabel Trimborn, Staffel 3: Britta Dirks, Staffeln 4–5: Ute Maria Lerner, Staffeln 6–9: Petra Nadolny |
| Bauer Büttgen                        | Staffel 5: Gerhard Fehn, Staffel 7–9: Ludger Burmann                                                                                     |
| Schrotthändler (ohne Name)           | Staffel 5–6: Werner Koj, Staffel 7–9: Heinrich Cuipers                                                                                   |
| Gräfin                               | Staffel 4–9: Ute Stein |

## Trivia
- Der Erfolg der Serie lag u. a. darin, dass manche Improvisationen, Versprecher und Patzer ganz bewusst nicht herausgeschnitten wurden. Des Weiteren gibt es in dieser Serie in einer Episode meistens nur einen Handlungsstrang mit allen Protagonisten, statt wie andere Produktionen aus der Zeit zwei oder mehr Stränge mit verschiedenen Personen. Weiteres signifikantes Merkmal ist, dass der Abspann meist weiter in der Szene bleibt und die Darsteller (meist mit Bezug zur Folge) weitersprechen oder Witze machen. Dies ist teilweise trotz Abspannmusik zu hören.
- Die Camper vollführen beim Biertrinken meist ein spezielles Ritual, das von dem Spruch „und zisch – und klack – und weg“ begleitet wird.
- Obwohl die Camper sowohl von Staffel zu Staffel als auch teilweise von einer Folge zur nächsten unterschiedliche Autos fahren, wird dies fast nie thematisiert. Auch die wechselnden Ortskennzeichen werden nie angesprochen. In den späteren Folgen haben die Autos von Benno das Kennzeichen: DU–BE 237 und von Lothar DU–LF 55.
- Auffällig ist, dass manchmal innerhalb einer Folge die Kleidung der Schauspieler wechselt oder verschiedene Wetter- und Tagesformen zu sehen sind. Daraus lässt sich schließen, dass die Folgen nicht am Stück gedreht wurden.
- In den Staffeln 5 bis 9 ist zu erkennen, wie der Campingplatz weiter ausgebaut wird. So erkennt man z. B. in Staffel 5, dass die Schranke und Zufahrt am Kiosk noch an anderer Stelle an einer befestigten Straße liegen. Zudem ändert sich auch der Verlauf des Platzes, so ist etwa in Staffel 5 noch kein direkter Zugang vom Kiosk zu den Plätzen Ewermann/Fuchs möglich (erkennbar in Folge 55 [Staffel 5, Episode 3, Wettfieber], wo dieser Weg versperrt ist und eine Bank davorsteht). Mit zunehmender Zeit bekommt der Campingplatz ein eigenes Waschhaus (in Staffel 5 ein anderes, da auf einem anderen Campingplatz gedreht wurde) hinter dem Kiosk hinter der Schranke. Erkennbar sind auch Veränderungen bei dem Nachbarplatz von Ewermann (Fläche auf dem sich die Sauna aus Folge 79 [Staffel 7, Episode 1, Die Sauna] befindet).
- Der Drehort des Campingplatzes ab der 5. Staffel liegt in Großspezard in 51519 Odenthal.
- Der Campingplatz liegt im fiktiven Ort „Mückeburg“. In Folge 52 (Staffel 4, Episode 13, Der Polterabend) ist eine Ortstafel mit dem Ort Mückenburg (einzig und allein in dieser Folge als Mückenburg) im (ebenfalls fiktiven) Kreis Hermsbruch zu sehen. In Folge 70 (Staffel 6, Episode 5, Hoher Besuch) wird in der Eingangsszene für den hoheitlichen Besuch die nordrhein-westfälische Fahne abgelassen, neben der eine rot-weiße Fahne mit einem Wappen (gelbe Mücke, roter Burg und einem See) gehisst wird. Dass Mückeburg in Nordrhein-Westfalen liegt, ist auch daran erkennbar, dass die Polizei das nordrhein-westfälische Wappen trägt. In Folge 105 (Staffel 9, Episode 1, Der Ausflug) fährt Bauer Büttgen einen Pkw, auf dem das Kennzeichen „MÜC“ gezeigt wird. Obwohl Mückeburg auf dem Land liegt, sind Kennzeichen wie BO und GE erkennbar.
- Im Funcut der Staffel 5 werden einige Hintergrundinformationen der bis dahin erfolgten Produktion geschildert:
  - Thomczyk schildert, dass die Kulisse der beiden Wohnwagen und der Plätze Ewermann und Fuchs eins zu eins in einem Studio nachgebaut wurden, um auch wetterunabhängig drehen zu können. Besonders auffällig ist dies etwa in Folge 23 (Staffel 2, Episode 10, Die Skulptur) in der die Hintergrundkulisse (Nachbarplätze, angrenzender Wald) aus Kunststoffpflanzen ersetzt ist und der Rasen ebenfalls aus Kunststoff ist. Ebenfalls ist dies dadurch auffällig, dass beim Wegwerfen eines Bolzenschneiders bei dessen Aufprall kein „sattes“ Geräusch wie auf einen Erdboden zu hören ist, sondern ein lautes Knallen, wie auf einem Studioboden. In Folge 65 (Staffel 5, Episode 13, Das Glühwürmchen) sind ebenfalls Szenen zu erkennen, in denen die Hintergrundkulisse nicht der Außenkulisse entsprechen.
  - Thomczyk schildert weiterhin, dass es mit dem Regisseur der zweiten Staffel (Baumann) Friktionen gegeben habe, da dieser, wie in fast allen Produktionen in dieser Zeit (Das Amt, Ritas Welt, Nikola), viele Schnitte gemacht habe und kaum lange Einstellungen gedreht habe. Dagegen habe sich Thomczyk nach der zweiten Staffel gewehrt und angekündigt die Produktion zu verlassen. Dies hätte ein rasches Ende der Serie nach sich gezogen. Schließlich wechselte der Regisseur und es wurden Szenen in langen Einstellungen ohne Schnitt gedreht. Dies führte letztlich zum Erfolg der Serie.
  - Golombek erzählt, dass der Dreh der 3. Staffel unter besonderen Schwierigkeiten erfolgt sei. Diese Staffel wurde im Jahr 1999 produziert, wobei es im Sommer 1999 mehr als acht Wochen durchgehend geregnet habe. Die meisten Außenszenen mussten deshalb innerhalb weniger Drehtage erfolgen und der größte Teil der Staffel sei in den Wohnwagen in den Studios oder in Gebäuden erfolgt. In Staffel 3 hat man jedoch weitestgehend verzichtet Außenszenen durch Studiokulissen zu ersetzen. Für die Folge 37 (Staffel 3, Episode 11, Die Kette) habe man sich den Regen zu Nutze gemacht und bewusst draußen gedreht. Durch den anhaltenden Regen, sei diese Folge für das Wetter umgeschrieben worden.
  - Ähnliches berichtet Lewald von der Produktion der 3. Staffel. In einer Szene der Folge 30 (Staffel 3, Episode 4, Glückliche Hühner), in der sie im See schwimmen musste und gleichzeitig ihren Text sprechen, wäre dies wegen des kalten Wassers kaum möglich gewesen.
- Ein Running Gag der Serie ist, dass Benno bzw. Hajo auf der Jagd nach Maulwürfen ist, da diese nur seinen Stellplatz heimsuchen und Lothar bzw. Didi davon verschont bleibt. Mit diversen Fallen, Sprengungen etc. versucht Benno/Hajo den Maulwürfen und deren Hügeln den Garaus zu machen. Tanja/Nicole kritisiert dies stets und kann es jedes Mal verhindern. Einige Folgen bauen auf diesen Gag ihren Inhalt auf. In Folge 70 (Staffel 6, Episode 5, Hoher Besuch) ist der umgekehrte Gag, dass für kurze Zeit der Stellplatz von Lothar von Maulwürfen durchwühlt. In Staffel 2 wird auf diesen Running Gag jedoch komplett verzichtet. Erst mit dem Wechsel des Regisseurs findet dieses Element ab Staffel 3 wieder Platz.
- Ein weiterer Running Gag ist die Figur „Oma Dietrich“. Diese ist in Staffel 2 öfter zu sehen. Dargestellt wird sie von Hannelore Lübeck. Nach der zweiten Staffel ist sie nicht mehr zu sehen, wird jedoch weiterhin erwähnt. Sie wird als alt und senil dargestellt (so sagt Benno in Folge 21 [Staffel 2, Episode 8, Der Platzsprecher] dass „sie glaubt, dass der Kaiser noch lebt“). In den späteren Staffeln wird die Figur öfter erwähnt, dass sie auf Max aufpasse. Teilweise wird sie dort nur als Oma bezeichnet. In den Staffel 2 bis 4 wird gelegentlich auch „Opa Dietrich“ erwähnt (z. B. in Folge 36 [Staffel 3, Episode 10, Der Neffe]).
- Im Laufe der Serie entwickelt sich Bennos Schuppen zu einem weiteren Drehort. Dieser Schuppen ist in Staffel 1 (aufgrund des anderen Drehorts) nicht vorhanden. Ab der Neubesetzung in Staffel 2 und dem Drehortwechsel existiert dieser rechts neben dem Wohnwagen Ewermann, spielt jedoch als Kulisse nur eine untergeordnete Rolle. An diesem hängt bisweilen ein aufgerollter Gartenschlauch, mehrere Campinggasflaschen stehen davor und das kleine quadratische Fenster (jedoch ohne Glas) ist mit Gardinen zugehängt. In Folge 23 (Staffel 2, Episode 10, Die Skulptur) sieht man den Schuppen nur von außen, in dem Benno seine Skulptur baut. Erst ab Folge 29 (Staffel 3, Episode 3, Bennos Reich) wird der Schuppen zu einem weiteren Drehort, den Benno entrümpelt und als Hobbyraum einrichtet. Dazu tapeziert er die Wände mit Seiten aus alten Fußballzeitschriften. Nach Bennos Aussage erhält ein Bild der „Kremer-Zwillinge“ (Anspielung auf die Zwillingsbrüder Helmut Kremers und Erwin Kremers) einen Ehrenplatz. Ab dieser Folge wird der Schuppen regelmäßig Rückzugsort für Benno oder Drehort für Basteleien oder Treffen mit Lothar. Dieser Schuppen ist für Benno ein Heiligtum, dass nicht unbefugt betreten werden darf. Im Laufe der Serie (und teilweise innerhalb einer Staffel) ändert sich jedoch die Innenausstattung. Von der Tapezierung mit Fußballzeitschriften ist später nichts zu erkennen. In den späteren Staffeln hängt jedoch ein altes Wahlplakat aus Folge 21 (Staffel 2, Episode 8, Der Platzsprecher) an der Innenseite der Tür. Auch hängt an der Innenseite ein Fanartikel (meist ein Schal) von FC Schalke 04.
- Die Staffel 1 der Serie hat ein eigenes Intro mit eigener Melodie. Ab Staffel 2 wurde ein neues Intro mit neuer Melodie entwickelt. Dies wurde gleichgehalten, bis auf den wackelnden Kopf der Figur „Tanja“. Bis Staffel 4 wird der Kopf von Felicitas Woll dargestellt, ab Staffel 5 der Kopf von Natascha Hockwin. Die Melodie des Intros der Staffel 1 wird in der Folge 86 (Staffel 7, Episode 8, Golf) einmalig in der Serie eingespielt.
- Das von den Campern getrunkene Bier heißt Eifelpils (in den ersten Folgen noch Eifel Bräu), wobei in einer Folge die Brauerei zu sehen ist (Folge 63, Staffel 5, Episode 11, Ein Mann, ein Bier). Die fiktive Biermarke kam später auch in zahlreichen weiteren RTL-Sendungen vor, etwa bei Alles Atze (z. B. Staffel 1, Episode 13, Der Pleitegeier) und Ritas Welt, wobei dort die Bierkästen auch gelb und grün, statt blau sind.
- Die Serie versucht weitestgehend auf Produktplatzierungen zu verzichten. Markenartikel werden meist unkenntlich gemacht. Jedoch wird dies nicht konsequent beibehalten: So ist der Wohnwagen von Lothar und Stefanie das Modell ci-WILK der Knaus Tabbert und der Wohnwagen von Benno und Uschi das Modell Tabbert ebenfalls von Knaus Tabbert. Ein öfter genannte und gezeigte Zeitschrift ist die fiktive Fußballzeitschrift „Flanke“. In Folge 60 (Staffel 5, Episode 8, Das Rennen) wird einmalig die existierende Fußballzeitschrift kicker ausdrücklich erwähnt. In Folge 93 (Staffel 8, Episode 2, Die Dose) zeigt Benno jedoch eine Flasche Orangenlimonade der existierenden Eigenmarke „Stardrink“ sichtbar. Im Verlaufe des Gespräches wird diese jedoch als Orangensaft beschrieben.
- In Folge 19 (Staffel 2, Episode 6, Die Jagd) äußert Benno gegenüber Lothar, dass er das Gewehr doch aus der Wehrpflichtzeit bei der Bundeswehr kenne. Lothar erwidert, er sei Zivildienstleistender gewesen. Im Verlauf dieser Folge werden weitere Bundeswehrbezüge erwähnt. In Folge 56 (Staffel 5, Episode 4, Der Dschungel) gibt Benno bekannt, dass er nie bei der Bundeswehr gewesen sei.
- In Folge 19 (Staffel 2, Episode 6, Die Jagd) treten außerdem Johannes Rotter und Hans-Joachim Heist als Polizisten auf. Auffällig ist, dass Rotter in der Serie Alles Atze in den Staffeln 1 bis 3 den Polizisten Viktor Schimanek spielt. Dies wird jedoch nicht erwähnt. Auch tritt kein Darsteller in der Serienwelt von Atze Schröder auf, womit ein Crossover auszuschließen ist. Heist stellt bei den Campern in Folge 72 (Staffel 6, Episode 7, Der Sträfling) einen entflohenen Häftling dar. In der Serie Alles Atze hat er diverse Kurzauftritte wie z. B. den Alkoholiker Herbert. Auch eine der Hauptfiguren aus Alles Atze tritt In Folge 64 (Staffel 5, Episode 11, Ein Mann, ein Bier) auf. Heike Kloss ist in dieser Folge als Hostess für das Graf-Heinrich-Pils zu sehen (in Folge 99 [Staffel 8, Episode 8, Das Jubiläum] wird dieses Bier jedoch Grafenbräu genannt). In Folge 36 (Staffel 3, Episode 10, Der Neffe) sind die gleichen Erotikmagazine wie im Kiosk von Atze Schröder zu erkennen.
- In Folge 25 (Staffel 2, Episode 12, Brüderchen und Schwesterchen) äußert Uschi gegenüber Tanja, dass sie von Benno einen einzigen Liebesbrief bekommen habe. Dieser laute: „Liebe Dich. Benno P.S. Komme dich um 8 abhohlen“ (in der Szene spricht man über die korrekte Schreibweise von abholen). In Folge 58 (Staffel 5, Episode 6, Der Liebesbrief) entdeckt Tanja beim Aufräumen einen alten Liebesbrief von Benno an Uschi. Dieser handelt von etwas ganz anderem und weist keinen Bezug zur genannten Folge der 2. Staffel auf.
- In Folge 41 (Staffel 4, Episode 2, Der Test) planen alle Väter des Platzes eine Vatertagstour an Christi Himmelfahrt. Alle (Benno, Nebenfiguren [Hotte, Manni, Fiete] und Statisten) außer Lothar – der am Anfang noch nichts von der Schwangerschaft weiß – feiern diesen Tag, da Vatertag nur für die Männer sei, die Väter seien. Die Kinder der Figuren Hotte, Manni und Fiete werden jedoch in der gesamten Serie nicht erwähnt. In Folge 33 (Staffel 3, Episode 7, Bellmanns Erbe) erwähnt Marga, dass sie froh sei, keine Kinder zu haben.
- In Folge 64 (Staffel 5, Episode 12, Der Schützenkönig) soll Benno dem Schützenverein als Mitgliedsbeitrag 10 Euro bezahlen. Tatsächlich übergibt er einen 10 D-Mark Schein. Dieser Fehler stammt daher, dass diese Staffel 2002 ausgestrahlt wurde, jedoch 2001 produziert wurde und somit der Euro noch nicht Zahlungsmittel war und somit keine Banknoten im Umlauf waren.
- In Folge 102 (Staffel 8, Episode 11, Der Autokauf) ist die fiktive Supermarktkette Trispa zu erkennen, welche in der Serie Ritas Welt ebenfalls dargestellt wird.
- Es gibt weitere Überschneidungen zu der Serie Ritas Welt:
  - In Folge 4 von Ritas Welt (Staffel 1, Episode 4, Die Wasserschlacht) wird auf dem Campingplatz der Camper (Platz von Staffel 2 bis 4) gedreht. Es ist der Platz der sich gegenüber vom Platz von Ewermann befindet. In einer kurzen Einstellung sieht man auf die Plätze Ewermann und Fuchs (Wohnwagen, Bennos Schuppen, Hollywoodschaukel und blauer Sonnenschirm) sind erkennbar. Dort sind Personen sichtbar, die jedoch keinen Bezug zur Serie Die Camper aufweisen. Auch ansonsten weist in dieser Folge außer dem Drehort kein Hinweis auf Die Camper hin. Eine vergleichbare Folge von Die Camper, die im Universum von Ritas Welt spielt, gibt es jedoch nicht.
  - In Folge 67 von Die Camper (Staffel 6, Episode 2, Der Nachtclub) befindet sich vor der Eingangstür des Clubs ein Werbeschild mit der Aufschrift: „Barcelona Nachtclub – Wo Träume wahr werden“. Auf dieses Schild nehmen Benno und Lothar explizit Bezug, indem sie das vorlesen. Exakt dasselbe Schild wird in Folge 56 von Ritas Welt (Staffel 5, Episode 1, Gigantentreffen) in einem Nachtclub verwendet, was sich jedoch im Hintergrund in einem Lager eines Nachtclubs zu sehen ist. Diese Überschneidung lässt sich dadurch erklären, dass beide Episoden im Jahre 2003 ausgestrahlt wurden und vermutlich 2002 gedreht wurden. Zudem haben beide Serien zum Teil die gleichen Regisseure.
- In Folge 104 (Staffel 8, Episode 13, Freiheit) wurde an einer realen Esso-Tankstelle an der Altenberger-Dom-Straße in Odenthal gedreht.
- In Folge 108 (Staffel 9, Episode 4, Der Hütchenspieler) wurden Aufnahmen im Stadtkern von Bergisch Gladbach am Springbrunnen am Markt gedreht. Eine dort befindliche Bushaltestelle „Bergisch Gladbach Markt“ wird in der Folge als „Mückeburg Markt“ dargestellt.
- Eine ähnliche Ungereimtheit tritt in Folge 112 (Staffel 9, Episode 8, Fußballfieber) auf. Thematisch spielt sie zur WM 2006. Sie wurde am 3. März 2006 ausgestrahlt und wahrscheinlich 2005 produziert. Im Laufe der Folge werden zwei Spiele, nämlich Ecuador gegen Senegal und Brasilien gegen Dänemark erwähnt. Beide Spiele hat es bei der WM 2006 nicht gegeben, denn Senegal und Dänemark hatten sich für die WM nicht qualifiziert.
- Benno ist Fan von FC Schalke 04. In der zweiten Staffel ist jedoch in mehreren Einstellungen ein Wimpel des MSV Duisburg im Wohnwagenfenster zu erkennen und innen hängt ein Mannschaftsposter ebenfalls vom MSV Duisburg.
- In der 4. Staffel tritt ein Fehler auf, der sich in fast jeder Folge widerspiegelt. Unter Idee werden Werner Koj und Claus Vinçon angegeben, jedoch wird bei dem Nachnamen Vinçon die Cedille nicht unter dem c angezeigt, sondern unter dem o, womit der Name Vinco̧n erscheint.
- Werner Koj hat eine wiederkehrende Rolle als Schrotthändler, hauptsächlich in der 5. und 6. Staffel. In Folge 66 (Staffel 6, Episode 1, Der Duschmarkenkrieg) ist Heinrich Cuipers Darsteller des Schrotthändlers, der seinen Bruder (Koj), welcher sich im Urlaub befindet, vertritt. Ab der 7. Staffel ist Cuipers dauerhafter Darsteller des Schrotthändlers.
- Claus Vinçon hat einen kurzen Auftritt in der Folge 99 (Staffel 8, Episode 8, Das Jubiläum) In Folge 114 (Staffel 9, Episode 10, Der Spielcomputer) ist seine Stimme als Computerstimme zu hören.
- Das Jubiläum stellt die 99. Folge dar. Mit dem Funcut (der dasselbe Intro und die herkömmliche Länge einer Folge hat), der in Staffel 5 verortet wird, kann diese Folge als 100. Folge gezählt werden. In dieser Folge wird das 100-jährige Jubiläum gefeiert, was als Anspielung gesehen werden kann.
- Heinrich Schafmeister, Michael Brandner und Katharina Schubert, die zur ursprünglichen Originalbesetzung der Serie gehörten, traten 2004 gemeinsam in der ebenfalls von RTL ausgestrahlten Serie Unter Brüdern erneut zusammen auf.
- In der 2006 bei RTL ausgestrahlten Serie Kinder, Kinder spielen Dana Golombek und Heinrich Schafmeister ein Ehepaar. Bei den Campern spielten sie Rollen, die mit dem jeweiligen Gegenstück vor, bzw. nach dem Darstellerwechsel, liiert waren.

## Nominierungen
- 2002: Goldene Rose von Montreux
- 2002: Deutscher Comedypreis (Beste Comedyserie)